# Radio téléphone mobile

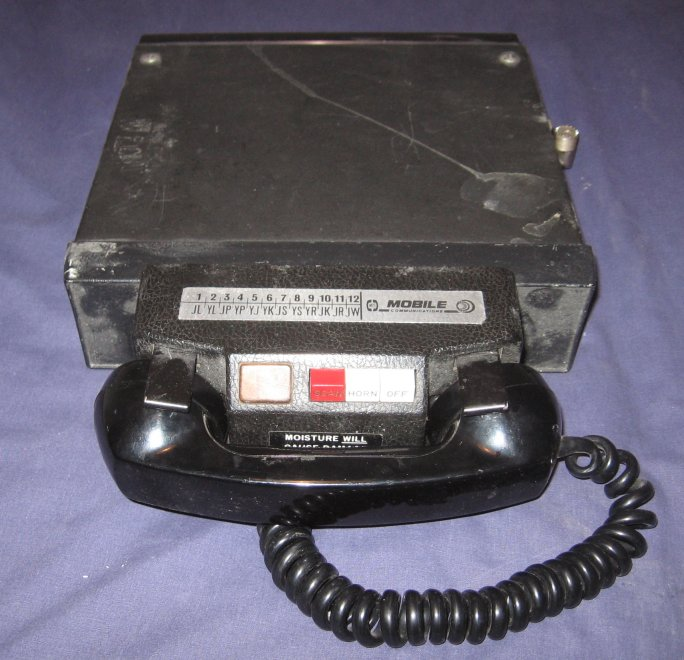
Un radiotéléphone mobile.

Les systèmes de radiotéléphonie mobile étaient des systèmes téléphoniques de type sans fil qui ont précédé la forme moderne de la technologie de téléphonie mobile cellulaire. Comme ils étaient les prédécesseurs de la première génération de téléphones cellulaires, ces systèmes sont parfois appelés rétroactivement systèmes pré-cellulaires (ou parfois génération zéro, c'est-à-dire 0G). Les technologies utilisées dans les systèmes pré-cellulaires comprenaient les systèmes Push to Talk (PTT ou manuel), Mobile Telephone Service (MTS), Improved Mobile Telephone Service (en) (IMTS) et Advanced Mobile Telephone System (en) (AMTS). Ces premiers systèmes de téléphonie mobile se distinguent des systèmes radiotéléphoniques fermés antérieurs en ce qu'ils étaient disponibles en tant que service commercial faisant partie du réseau téléphonique public commuté, avec leurs propres numéros de téléphone, plutôt que de faire partie d'un réseau fermé tel qu'une radio de police ou un système de répartition des taxis.
Ces téléphones mobiles étaient généralement montés dans des voitures ou des camions (on les appelle donc des téléphones de voiture), bien que des modèles de mallette aient également été fabriqués. En général, l'émetteur-récepteur était monté dans le coffre du véhicule et attaché à la « tête » (cadran, écran et combiné) montée près du siège du conducteur.
Ils étaient vendus par les WCC (Wireline Common Carriers, c'est-à-dire les compagnies de téléphone), les RCC (Radio Common Carriers) et les revendeurs de radios bidirectionnelles. 

## Origines
Premiers exemples pour cette technologie :
- Motorola, en collaboration avec le Bell System (en), a exploité le premier service commercial de téléphonie mobile (MTS) aux États-Unis en 1946, en tant que service de la compagnie de téléphone filaire.
- L'A-Netz, lancé en 1952 en Allemagne de l'Ouest, est le premier réseau public commercial de téléphonie mobile du pays.
- Le système 1 lancé en 1959 au Royaume-Uni, le « Post Office South Lancashire Radiophone Service », qui couvrait le sud du Lancashire et fonctionnait à partir d'un central téléphonique à Manchester, est cité comme le premier réseau de téléphonie mobile du pays[1], mais il était manuel (il fallait être connecté par l'intermédiaire d'un opérateur) et sa couverture a été très limitée pendant plusieurs décennies[2].
- Le premier système automatique a été l'IMTS du Bell System, qui est devenu disponible en 1964, offrant une numérotation automatique vers et depuis le mobile.
- Le système de téléphonie mobile « Altai (en) » a été lancé dans le service expérimental en 1963 en Union soviétique, devenant pleinement opérationnel en 1965, un premier système automatique de téléphonie mobile en Europe.
- Televerket a ouvert son premier système manuel de téléphonie mobile en Norvège en 1966. La Norvège a ensuite été le premier pays d'Europe à se doter d'un système automatique de téléphonie mobile.
- L'Autoradiopuhelin (en) (ARP), lancé en 1971 en Finlande, est le premier réseau public commercial de téléphonie mobile du pays.
- L'Automatizovaný městský radiotelefon (en) (AMR), lancé en 1978, pleinement opérationnel en 1983, en Tchécoslovaquie, comme le premier radiotéléphone mobile analogique de tout le bloc de l'Est.
- Le B-Netz (en), lancé en 1972 en Allemagne de l'Ouest, est le deuxième réseau public commercial de téléphonie mobile du pays (bien que le premier qui ne nécessite pas d'opérateurs humains pour connecter les appels).

## Radio Common Carrier
Parallèlement au service téléphonique mobile amélioré (IMTS) aux États-Unis jusqu'au déploiement des systèmes cellulaires AMPS, une technologie de téléphonie mobile concurrente était appelée Radio Common Carrier ou RCC. Ce service a été fourni des années 1960 aux années 1980, lorsque les systèmes AMPS cellulaires ont rendu l'équipement RCC obsolète. Ces systèmes fonctionnaient dans un environnement réglementé en concurrence avec les systèmes MTS et IMTS du Bell System. Les RCC traitaient les appels téléphoniques et étaient exploités par des entreprises privées et des particuliers. Certains systèmes étaient conçus pour permettre aux clients de RCC adjacents d'utiliser leurs installations, mais l'univers des RCC n'était pas conforme à une norme technique interopérable unique (une capacité appelée itinérance dans les systèmes modernes). Par exemple, le téléphone d'un service RCC basé à Omaha, au Nebraska, ne fonctionnerait probablement pas à Phoenix, en Arizona. À la fin de l'existence de RCC, les associations industrielles travaillaient sur une norme technique qui aurait potentiellement permis l'itinérance, et certains utilisateurs mobiles possédaient plusieurs décodeurs pour permettre le fonctionnement avec plus d'un des formats de signalisation courants (600/1500, 2805 et Reach). Le fonctionnement manuel était souvent une solution de repli pour les itinérants du RCC.
L'itinérance n'était pas encouragée, en partie parce qu'il n'existait pas de base de données de facturation centralisée pour les RCC. Les formats de signalisation n'étaient pas normalisés. Par exemple, certains systèmes utilisaient la radiomessagerie séquentielle à deux tons pour avertir un mobile ou un ordinateur de poche qu'un téléphone filaire essayait de l'appeler. D'autres systèmes utilisaient la DTMF. Certains utilisaient un système appelé Secode 2805 qui transmettait une tonalité interrompue de 2805 Hz (d'une manière similaire à la signalisation IMTS) pour alerter les mobiles d'un appel proposé. Certains équipements radio utilisés avec les systèmes RCC étaient des équipements semi-duplex, de type « push-to-talk », tels que les radios portatives Motorola ou les radios bidirectionnelles conventionnelles de la série 700 de RCA. D'autres équipements embarqués étaient équipés de combinés téléphoniques, d'un système de numérotation rotatif ou à bouton-poussoir, et fonctionnaient en duplex intégral comme un téléphone filaire classique. Quelques utilisateurs disposaient de téléphones de mallette en duplex intégral (ce qui était radicalement avancé pour l'époque).
Les RCC utilisaient des fréquences jumelées UHF 454/459 MHz et VHF 152/158 MHz proches de celles utilisées par l'IMTS. 